# Marquette (Kansas)
Marquette è una città nella Contea di McPherson, nello Stato del Kansas, Stati Uniti. Situata nei pressi del fiume Stony Hill, fondata da immigranti svedesi è certificata come città il 9 febbraio 1874. Secondo il censimento del 2010, ci sono 641 abitanti.
Nella città c'è un museo di motociclette, il Kansas Motorcycle Museum.

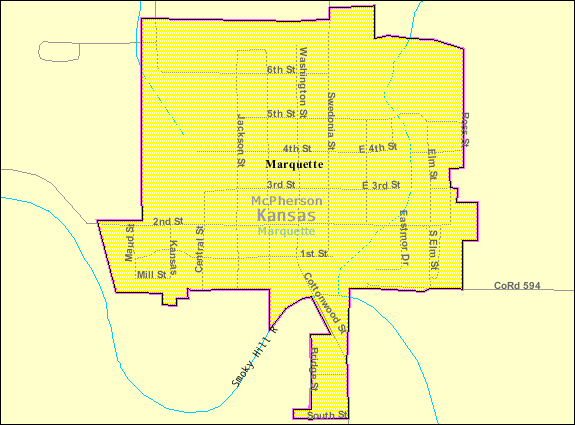
Mappa di Marquette, Kansas